# Phthitia luteofrons
Phthitia luteofrons är en tvåvingeart som beskrevs av Marshall 1992. Phthitia luteofrons ingår i släktet Phthitia och familjen hoppflugor.
Artens utbredningsområde är British Columbia. Inga underarter finns listade i Catalogue of Life.